# Penrhyndeudraeth
Penrhyndeudraeth (pronuncia: /pɛnr̥ɨndəɨˈdrɑːɨθ/) è un villaggio del Regno Unito presso la località gallese di Gwynedd.
È situato vicino al fiume Dwyryd e vicino alla Strada A487.
Il villaggio ha due stazioni ferroviarie, una sulla linea per Pwllheli verso Shrewsbury e l'altra, la Stazione Ferroviaria di Penrhyn sorge sulla cima della collina, sulla ferrovia Ffestiniog.
Penrhyndeudraeth segna anche la giunzione della Strada A4805, che collega il villaggio con Beddgelert. Il primo tratto di questa strada è molto stretto e si arrampica attraverso il villaggio; in alcuni punti la via è così stretta che può transitare solo un'automobile per volta.